# Svennevik
Svennevik är en tätort i Lindesnes kommun i Agder fylke i södra Norge. Orten ligger vid fylkesväg 460.